# Luis Somoza Debayle
Luis Anastasio Somoza Debayle (Léon, 18 november 1922 – Managua, 13 april 1967) was een Nicaraguaans politicus afkomstig uit de destijds machtige familie Somoza. Hij was van 29 september 1956 tot 1 mei 1963 president van Nicaragua. Zijn presidentschap had veel weg van een dictatuur.

## Biografie
Luis Somoza Debayle werd geboren in Léon als oudste zoon van Anastasio Somoza García. Hij volgde onderwijs aan de Louisiana State University.
Na de moord op zijn vader volgde Somoza Debayle hem op als president. Zijn bewind was milder dan dat van zijn vader, maar burgerrechten bleven beperkt en corruptie was ook onder zijn bewind aan de orde van de dag. Hij gaf zijn jongere broer, Anastasio Somoza Debayle, leiding over de Nationale Garde. Onder Somoza Debayle werd Nicaragua een belangrijke speler in de oprichting van de Central American Common Market (de voorloper van het Centraal-Amerikaans Integratiesysteem). Tijdens de invasie in de Varkensbaai stond hij toe dat Cubaanse rebellen getraind door de CIA vertrokken vanaf Puerto Cabezas.
In 1963 stelde Somoza Debayle zich niet herverkiesbaar, maar zag er wel op toe dat de nieuwe president loyaal zou zijn aan de familie Somoza. Zodoende bleef Somoza Debayle achter de schermen toch de ware heerser over het land.
Somoza Debayle stierf in 1967 op 44-jarige leeftijd aan een zware hartaanval. Hij ligt begraven op het Cementerio Occidental samen met zijn vader.